# Рединг (Ајова)
Рединг (енгл. Redding) град је у америчкој савезној држави Ајова. По попису становништва из 2010. у њему је живело 82 становника.

## Демографија
Према попису становништва из 2010. у граду је живело 82 становника, што је 4 (5,1%) становника више него 2000. године.
| Група             | 2000.       | 2010.       |
| Белци             | 78 (100.0%) | 82 (100.0%) |
| Афроамериканци    | 0 (0,0%)    | 0 (0,0%)    |
| Азијати           | 0 (0,0%)    | 0 (0,0%)    |
| Хиспаноамериканци | 0 (0,0%)    | 0 (0,0%)    |
| Укупно            | 78          | 82          |